# Adelaide Lightning
Pour les articles homonymes, voir Lightning.
Le Adelaide Lightning est un club féminin australien de basket-ball basé dans la ville de Adélaïde. C'est l'un des clubs les plus titrés de la Women's National Basketball League, le plus haut niveau en Australie.

## Noms successifs
- 1993 - 2005 : Adelaide Lightning
- 2005 - 2006 : Adelaide Fellas
- Depuis 2006 : Adelaide Lightning

## Palmarès
- Women's National Basketball League : 1994, 1995, 1996, 1998, 2008

## Entraîneurs successifs
- Depuis ? : Chris Lucas

## Effectif 2013-2014
| Numéro | Nom              | Née le           | Taille | Nationalité                       | Poste         |
| 4      | Amy Lewis        | 14 mai 1986      | 1,77 m | Australie                         | Arrière       |
| 5      | Stephanie Talbot | 15 juin 1994     | 1,86 m | Australie                         | Arrière       |
| 7      | Jo Hill          | 19 juin 1973     | 1,82 m | Australie                         | Ailière       |
| 8      | Jessica Good     | 4 août 1994      | 1,86 m | Australie                         | Ailière       |
| 9      | Jennifer Screen  | 24 février 1983  | 1,20 m | Australie                         | Arrière       |
| 10     | Laura Hodges     | 13 décembre 1982 | 1,88 m | Australie                         | Ailière       |
| 11     | Angela Marino    | 3 février 1986   | 1,66 m | Australie Italie Nouvelle-Zélande | Arrière       |
| 12     | Nadeen Payne     | 7 juin 1993      | 1,88 m | Australie                         | Ailière forte |
| 13     | Azania Stewart   | 13 mars 1989     | 1,94 m | Royaume-Uni                       | Pivot         |
| 15     | Kristy Rinaldi   | 11 mars 1986     | 1,81 m | Australie                         | Ailière       |
| 23     | Lauren Mansfield | 18 décembre 1989 | 1,70 m | Australie                         | Arrière       |
| 24     | Jess Foley       | 24 avril 1983    | 1,82 m | Australie                         | Arrière       |
|        | Tara Robinson    | 10 juillet 1987  | 1,85 m | Australie                         | Ailière forte |
|        | Shannon Tarran   | 4 juillet 1983   | 1,82 m | Australie                         | Ailière       |

- Entraîneur : Richard Dickel
- Assistants : Simon Pritchard, Tracy York

## Effectif 2012-2013
| Numéro | Nom              | Née le           | Taille | Nationalité                       | Poste         |
| 5      | Stephanie Talbot | 15 juin 1994     | 1,86 m | Australie                         | Arrière       |
| 6      | Molly Lewis      | 15 octobre 1989  | 1,83 m | Australie                         | Arrière       |
| 7      | Jo Hill          | 19 juin 1973     | 1,82 m | Australie                         | Ailière       |
| 8      | Suzy Batkovic    | 17 décembre 1980 | 1,92 m | Australie                         | Pivot         |
| 9      | Jennifer Screen  | 24 février 1983  | 1,20 m | Australie                         | Arrière       |
| 10     | Laura Hodges     | 13 décembre 1982 | 1,88 m | Australie                         | Ailière       |
| 11     | Angela Marino    | 3 février 1986   | 1,66 m | Australie Italie Nouvelle-Zélande | Arrière       |
| 12     | Amy Lewis        | 14 mai 1986      | 1,77 m | Australie                         | Arrière       |
| 15     | Kelsey Ireland   | 27 janvier 1991  | 1,71 m | Australie                         | Arrière       |
| 20     | Hannah Bowley    | 29 janvier 1984  | 1,85 m | Australie                         | Ailière       |
| 21     | Nadeen Payne     | 7 juin 1993      | 1,88 m | Australie                         | Ailière forte |
|        | Lauren Mansfield | 18 décembre 1989 | 1,70 m | Australie                         | Arrière       |

- Entraîneur : Peter Buckle
- Assistants : Simon Pritchard, Tracy York

L'équipe se classe troisième de la saison régulière avec 18 victoires pour 6 défaites.

## Joueuses célèbres ou marquantes
- Suzy Batkovic
- Carla Boyd
- Kristi Harrower
- Marina Moffa
- Erin Phillips
- Rachael Sporn